# Sainte-Marie-aux-Mines
Sainte-Marie-aux-Mines [sɛ̃t maʁi o min] (deutsch Markirch, auch Mariakirch, elsässisch Màrkirich) ist eine französische Stadt und Gemeinde mit 4945 Einwohnern (Stand 1. Januar 2022) im Département Haut-Rhin in der Region Grand Est (bis 2015 Elsass). Sie ist der Hauptort des gleichnamigen Kantons und Mitglied des Gemeindeverbandes Communauté de communes du Val d’Argent.

## Geographie

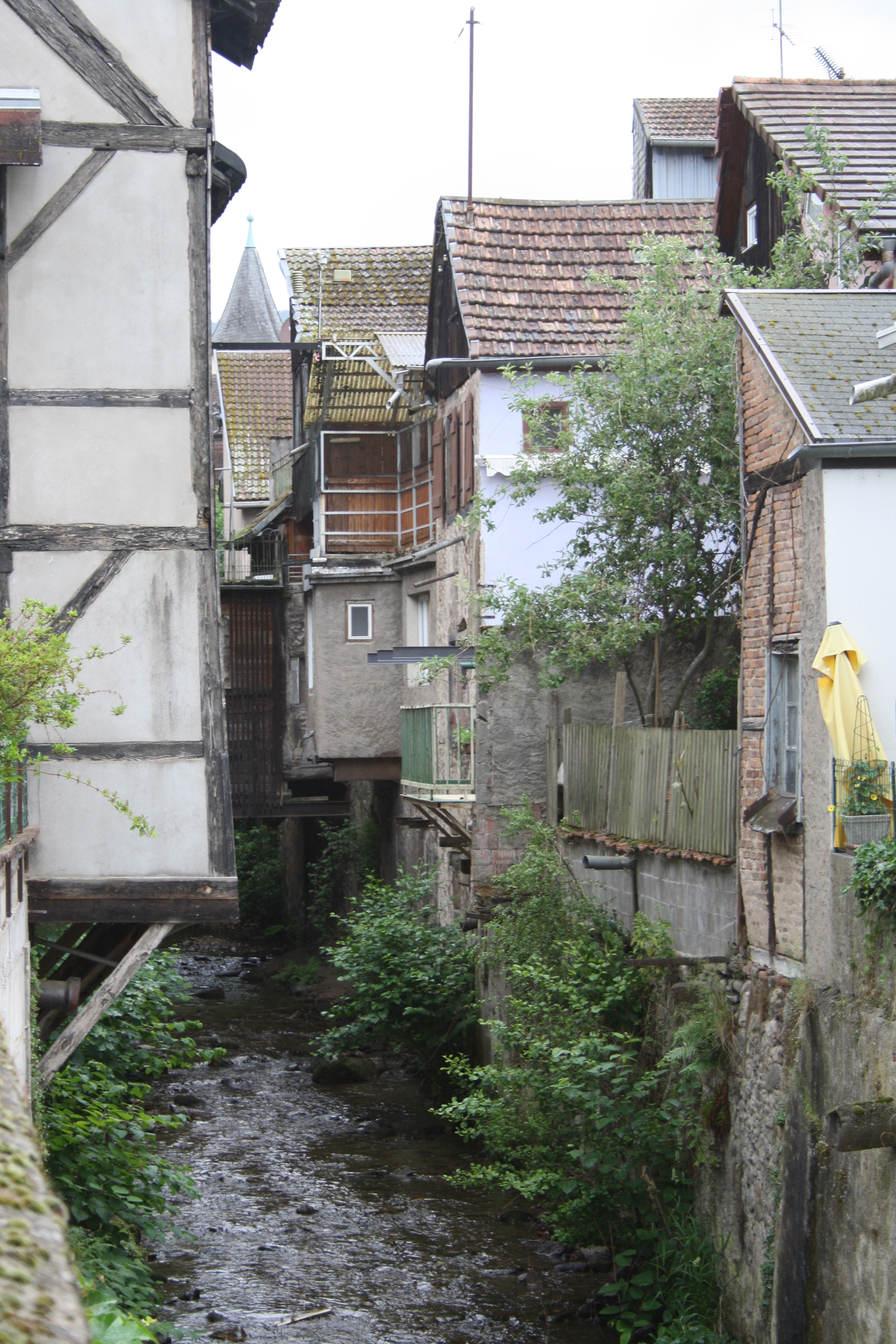
Die Lièpvrette in der Innenstadt

Die kleine Stadt liegt in den Vogesen am Fluss Lièpvrette, der früher auf Deutsch Leber oder Landbach genannt wurde. Das Tal wird wegen des früheren Bergbaus heute oft auch als Val d’Argent (Silbertal) bezeichnet.
Das 45,23 Quadratkilometer große Gemeindegebiet liegt auf 326–1210 m. ü. d. M. und gehört zum Regionalen Naturpark Ballons des Vosges.
Ortsteile der Gemeinde sind: Altenberg, Adelspach, Bourgonde, Brifosse, Côte d’Échéry, Échéry (Eckerich), Faunoux, Fenarupt, Fertrupt (Fortelbach), Haute Broque, Haïcot, Hergauchamps, Petite Lièpvre (Kleinleberau), Mongoutte, Petit Haut, Rauenthal, Saint-Philippe, Saint-Pierre sur l’Hâte (Zillhardt) und Surlattes.
Nachbargemeinden von Sainte-Marie-aux-Mines sind Sainte-Croix-aux-Mines im Norden und Osten, Ribeauvillé und Aubure im Südosten, Fréland und Lapoutroie im Süden, Le Bonhomme und La Croix-aux-Mines im Südwesten sowie Ban-de-Laveline und Wisembach im Westen.

## Geschichte

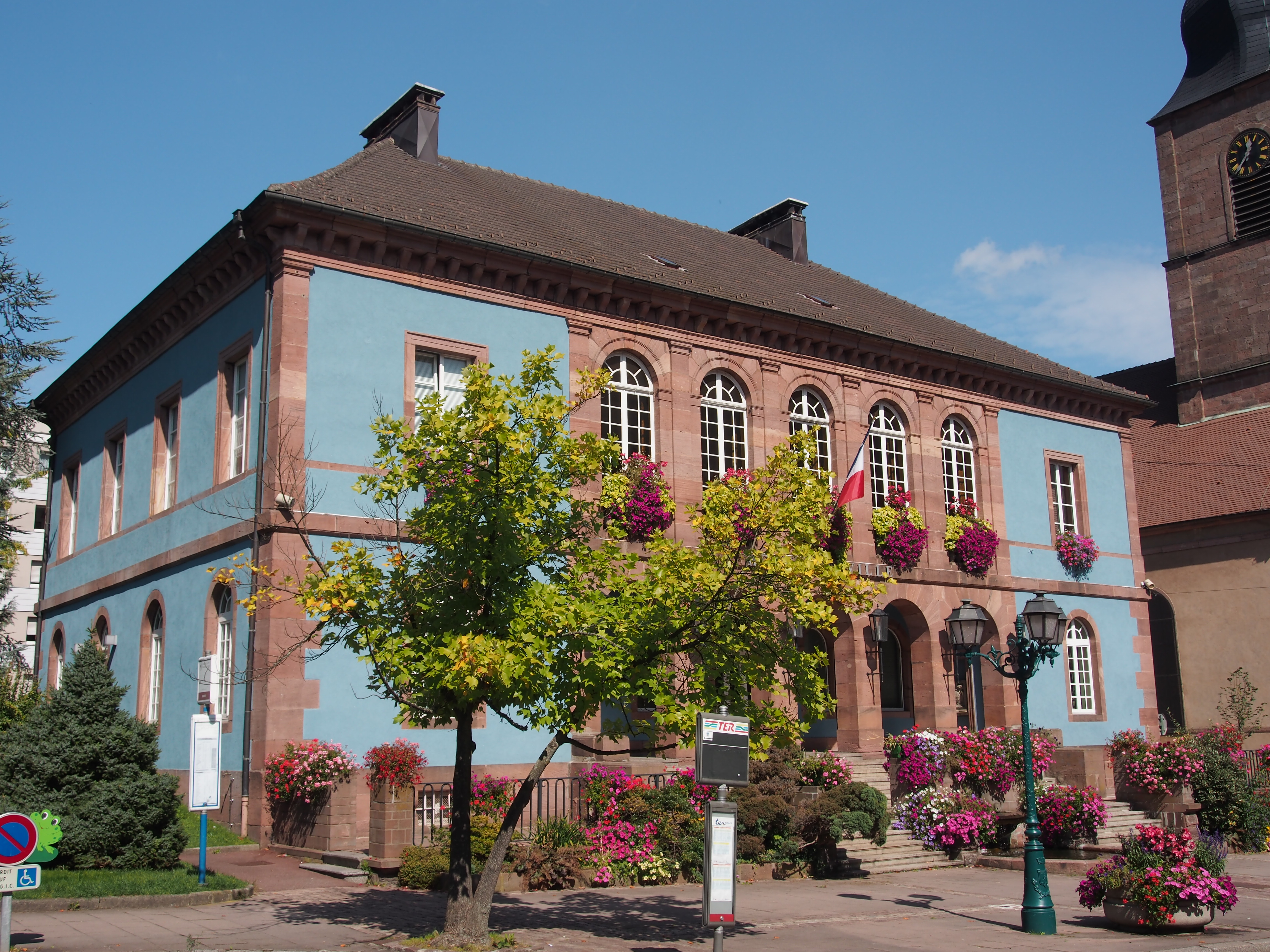
Hôtel de ville (Rathaus)

Die historische Bedeutung von Sainte-Marie-aux-Mines (lateinisch S. Maria in fodinis oder ad fodinis) beruht auf den dort vorhandenen Bodenschätzen, hauptsächlich Silber und Blei, und ihrer Ausbeutung. Bis ins 19. Jahrhundert war der Ort die drittgrößte Stadt im Oberelsass.

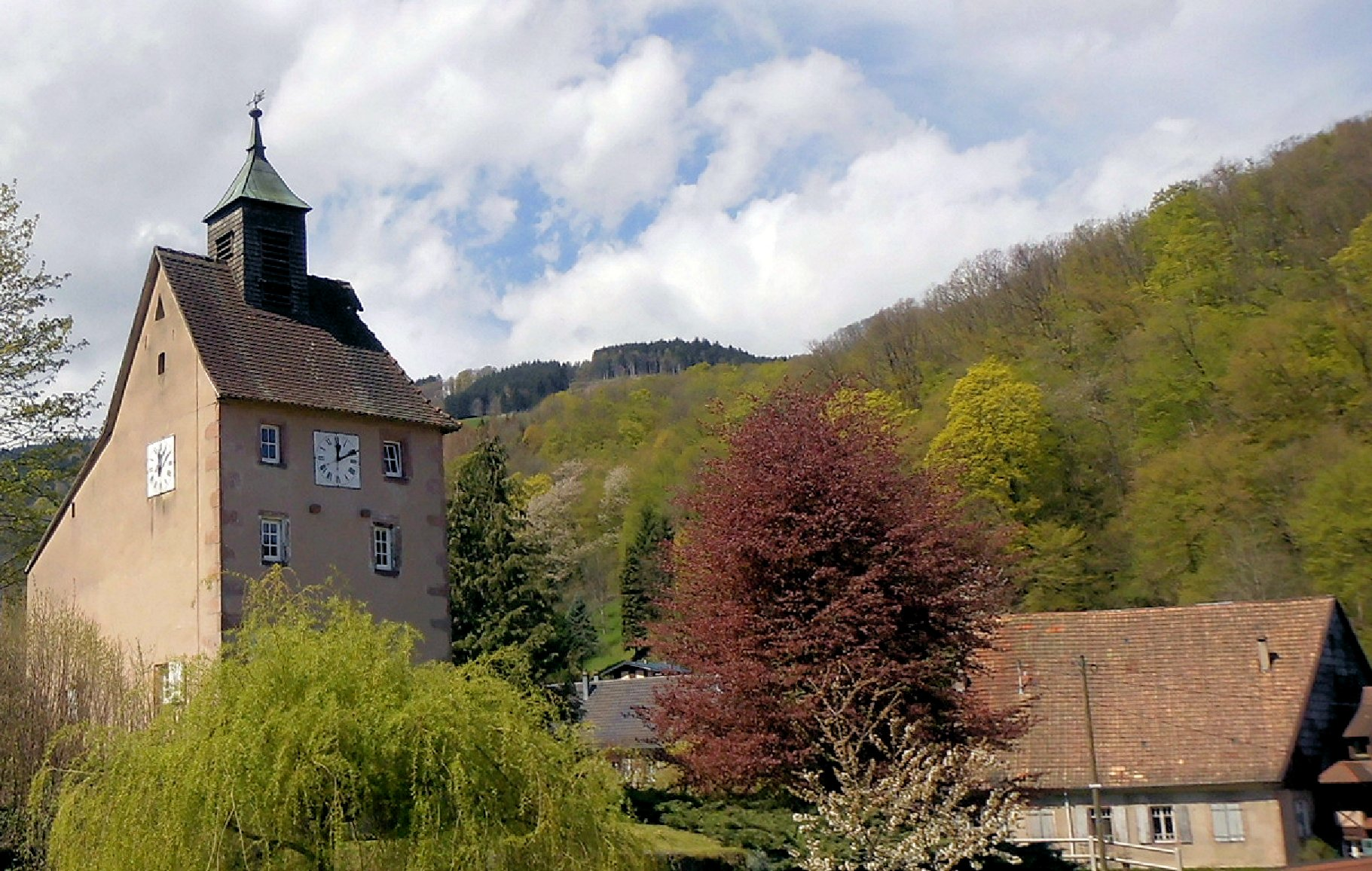
Tour des mineurs im Ortsteil Échery

Dass, wie vereinzelt angenommen, die Minen schon in gallorömischer Zeit entdeckt und genutzt wurden, ist nicht belegt. Im Mittelalter jedoch bauten die Mönche des Klosters Échéry, das im 13. Jahrhundert von dem Mönch Bildulf gegründet wurde, die Bodenschätze bereits ab, wobei die Rechte an diesem Reichtum wohl bei der Familie von Échéry (Eckerich) lagen, deren Burg nahe beim heutigen Ort stand.
Das Gebiet des heutigen Sainte-Marie gehörte zu zwei unterschiedlichen Herrschaftsbereichen: die elsässische Seite gehörte dem Heiligen Römischen Reich deutscher Nation an und unterstand den Herren von Rappoltstein, die andere Seite gehörte zum Einflussbereich der Herzöge von Lothringen. Ab dem 16. Jahrhundert wurden diese Unterschiede besonders deutlich: Die elsässische Seite war deutschsprachig und protestantisch, was dazu führte, dass zahlreiche deutsche und französische Protestanten, Mennoniten und Amische, deren Ursprung hier liegt, in die Stadt kamen, wo sich auch Arbeit für 3000 Bergleute anbot; die lothringische Seite war frankophon und katholisch. Nach 1790, als die Grenzen innerhalb des revolutionären Frankreich an Bedeutung verloren hatten, schlossen sich die beiden Ortsteile Sainte-Marie-Alsace und Sainte-Marie-Lorraine zu einer Gemeinde Sainte-Marie-aux-Mines zusammen.
Von 1871 bis 1918 gehörte der Ort mit dem Reichsland Elsass-Lothringen zum Deutschen Kaiserreich. Dadurch wurde Markirch wieder Grenzstadt; die deutsch-französische Grenze verlief auf dem Vogesenkamm ganz in der Nähe. Ab 1918 wurde der Rhein wieder die Grenze zwischen Frankreich und Deutschland  und der Ort damit wieder französisch, im Zweiten Weltkrieg 1940–1944 allerdings vorübergehend von deutschen Truppen besetzt.

### KZ-Außenlager Markirch
Im gleichen historischen Kontext wie im nahegelegenen Urbès entstand im März 1944 in Markirch Außenlager Markirch als Außenlager des KZ Natzweiler-Struthof.
Unter den Codenamen „A9“ und „Kiebitz“ sollten hier von KZ-Häftlingen in einem Eisenbahntunnel BMW-Flugmotoren für Messerschmitt-Flugzeuge produziert werden. Für die über 2.000 Häftlinge, die wie in Urbès in Bau- und Produktionskommandos aufgeteilt waren, gab es ein Lager in einer ehemaligen Textilfabrik bzw. Färberei sowie ein aus etwa 30 Holzbaracken bestehendes Barackenlager in der Nähe des Bahnhofs und des Tunneleingangs.
In der Folge des Vorrückens der Alliierten wurde das Lager im September und Oktober 1944 geräumt. Die Häftlinge wurden unter anderem in das KZ Neckarelz und das KZ Neckargartach verlegt.

### Demographie
| Jahr | Einwohner | Anmerkungen |
| ---- | --------- | --- |
| 1780 | –         | Marktflecken, mit elsässischem und lothringischem Teil, getrennt durch das Flüsschen Lièpvrette                               |
| 1821 | 8089      | davon 4147 Katholiken, 3782 Evangelische, 150 Täufer und zehn Juden                                                           |
| 1861 | 12.332    | [ 4 ] |
| 1872 | 12.319    | am 1. Dezember, in 1167 Häusern; nach anderen Angaben 12.424 Einwohner                                                        |
| 1880 | 11.524    | am 1. Dezember, auf einer Fläche von 4524 ha, in 1138 Häusern, davon 5911 Katholiken, 5336 Evangelische und 169 Juden         |
| 1885 | 11.407    | davon 5979 Katholiken, 5133 Protestanten und 172 Juden                                                                        |
| 1890 | 11.870    | [ 4 ] |
| 1900 | 12.372    | davon 5410 Evangelische und 152 Juden                                                                                         |
| 1905 | 12.362    | [ 4 ] |
| 1910 | 11.778    | davon 6670 Katholiken, 4893 Evangelische und 126 Juden (2605 Einwohner mit französischer, 59 mit italienischer Muttersprache) |

| Jahr                       | 1962 | 1968 | 1975 | 1982 | 1990 | 1999 | 2006 | 2018 |
| -------------------------- | ---- | ---- | ---- | ---- | ---- | ---- | ---- | ---- |
| Einwohner                  | 7897 | 7417 | 6703 | 6358 | 5767 | 5817 | 5604 | 5072 |
| Quellen: Cassini und INSEE |      |      |      |      |      |      |      |      |

## Kirchen in Sainte-Marie-aux-Mines

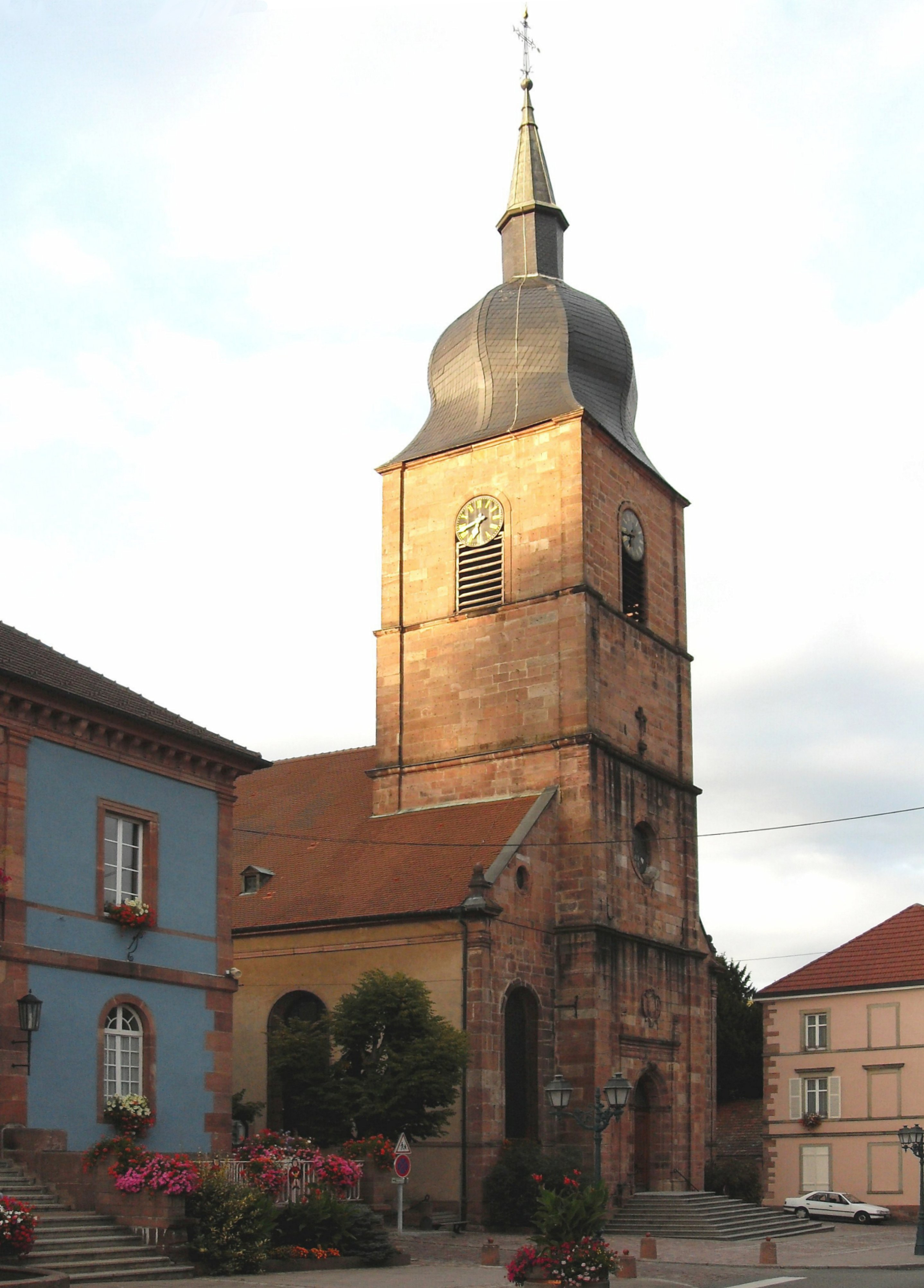
Kirche St. Magdalena (Sainte-Madeleine) von 1757
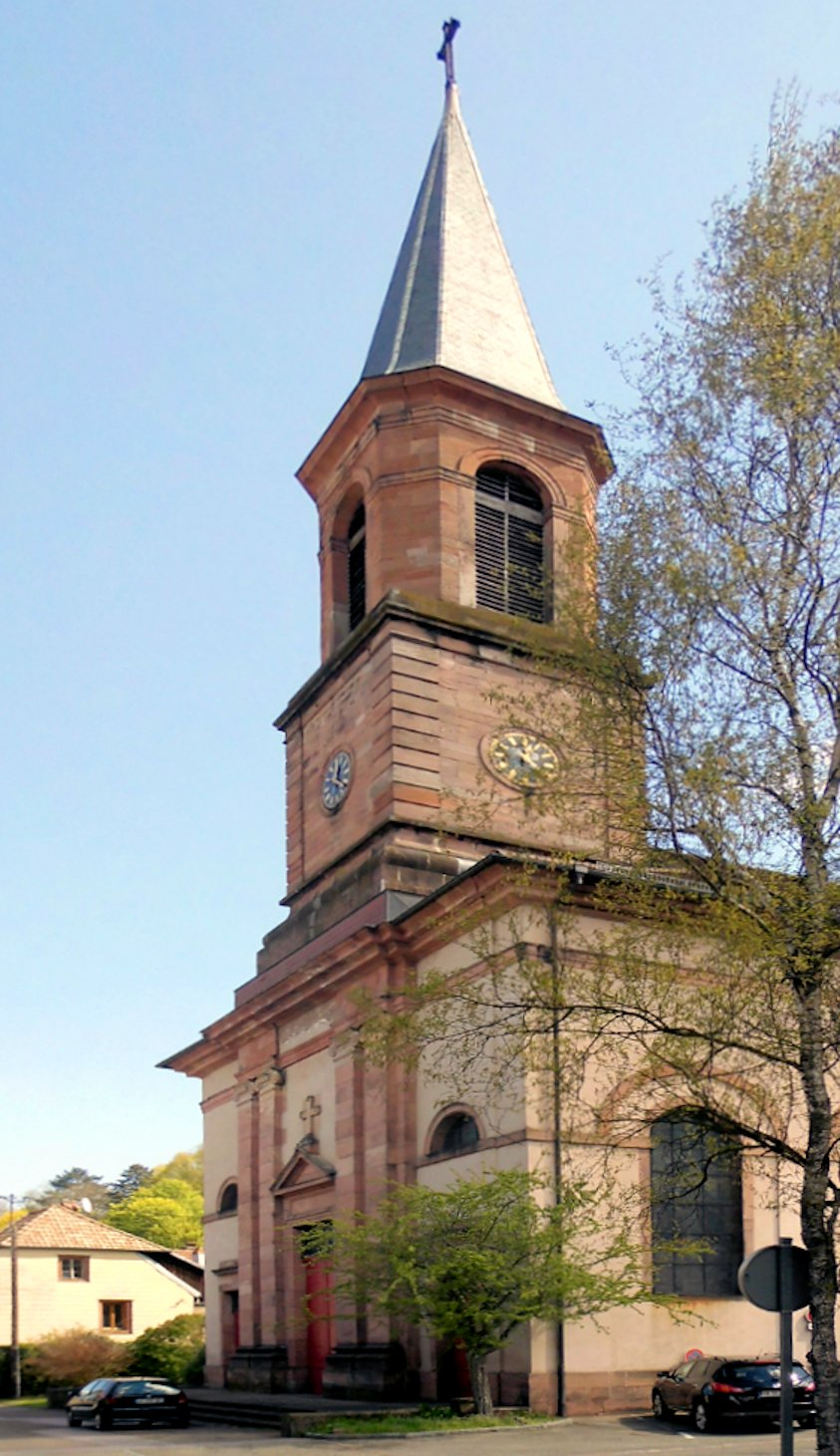
Alte Pfarrkirche St. Ludwig (Saint-Louis), 19. Jahrhundert
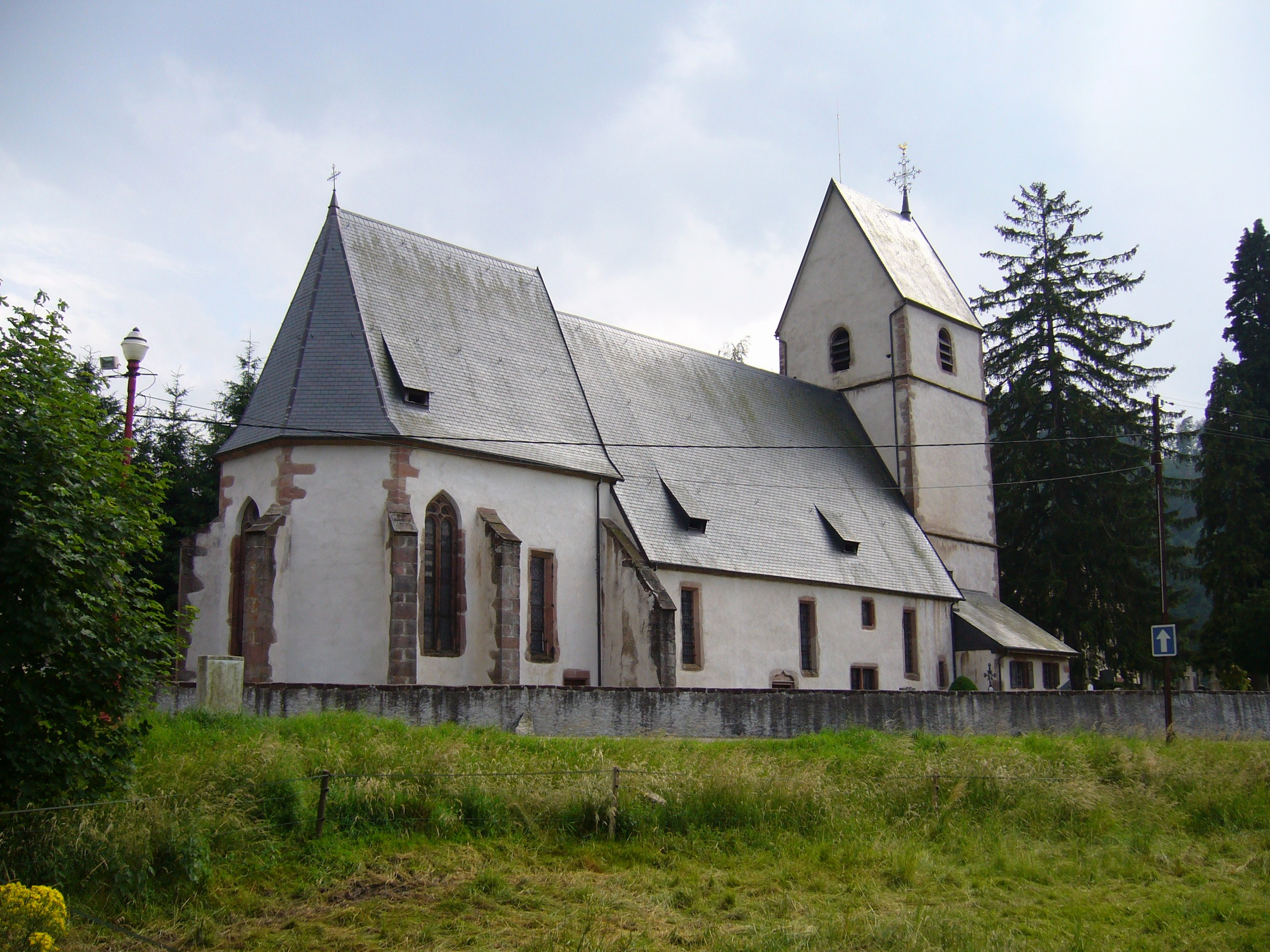
Kirche St. Peter in Zillhart (Saint-Pierre-sur-l’Hâte) in Échéry, 15./16. Jahrhundert, Monument historique
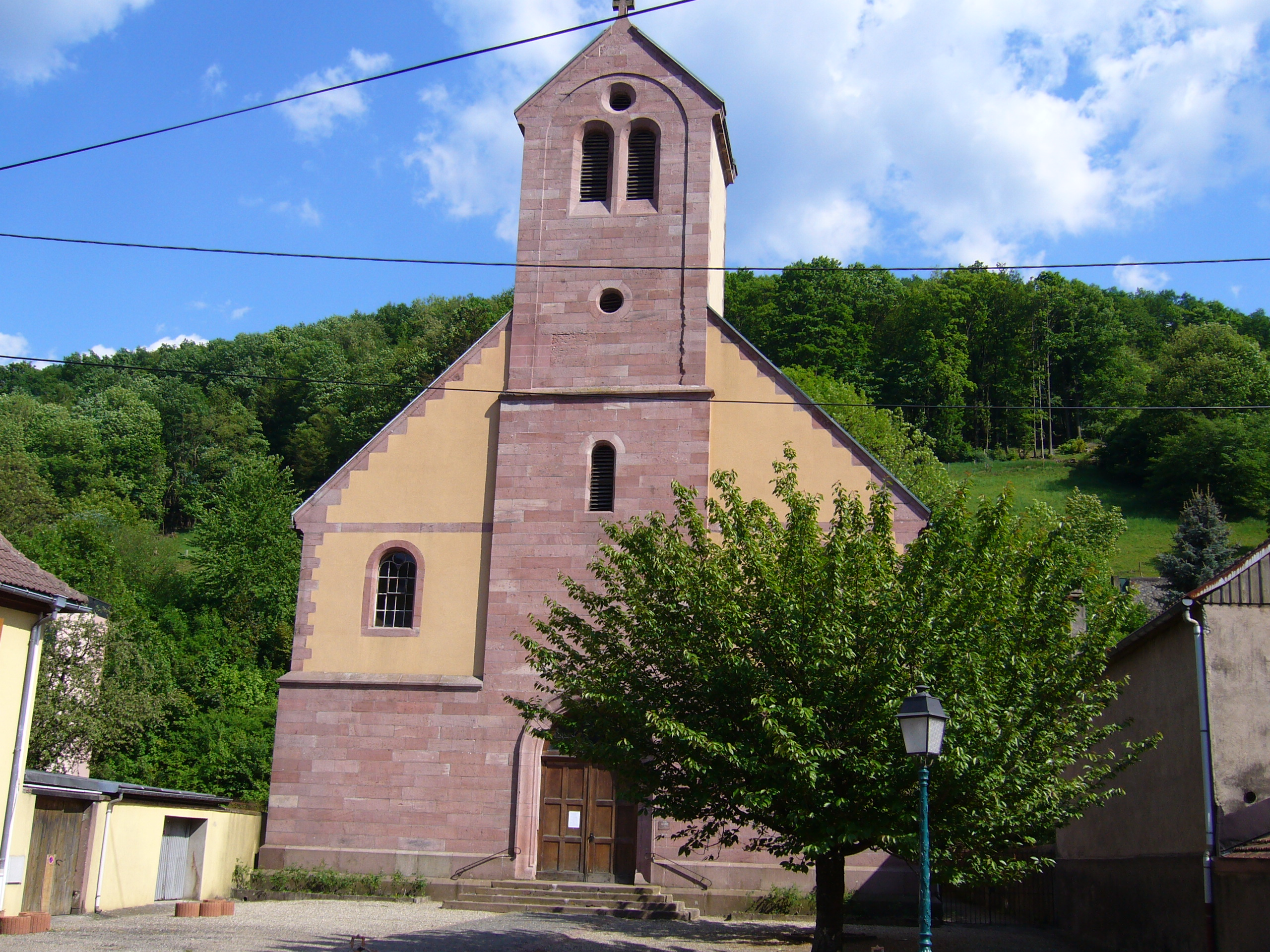
Lutherische Kirche von 1846
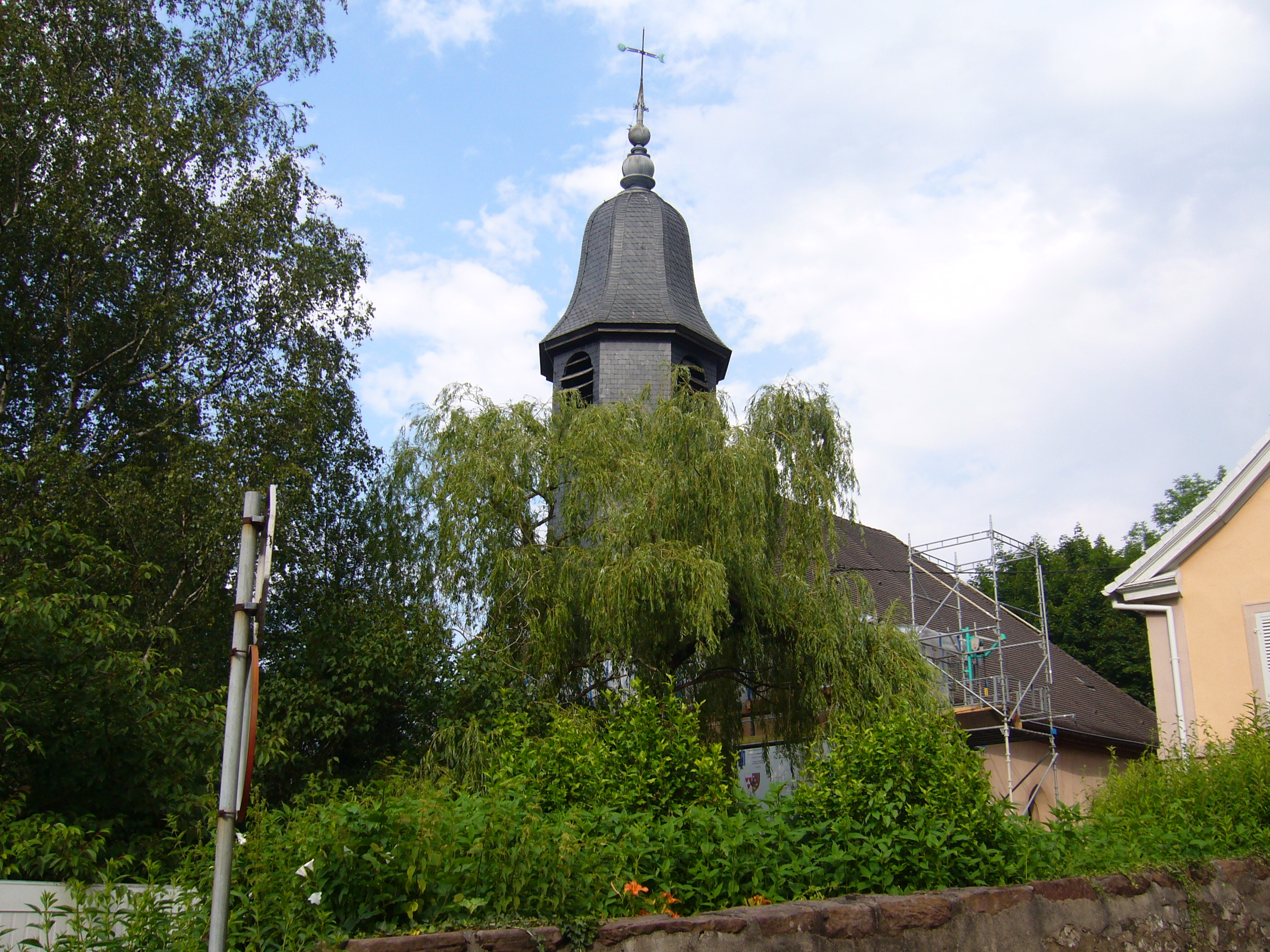
Reformierte Kirche von 1634, Monument historique

## Sehenswürdigkeiten
- Theater im Jugendstil, erbaut 1908[12]

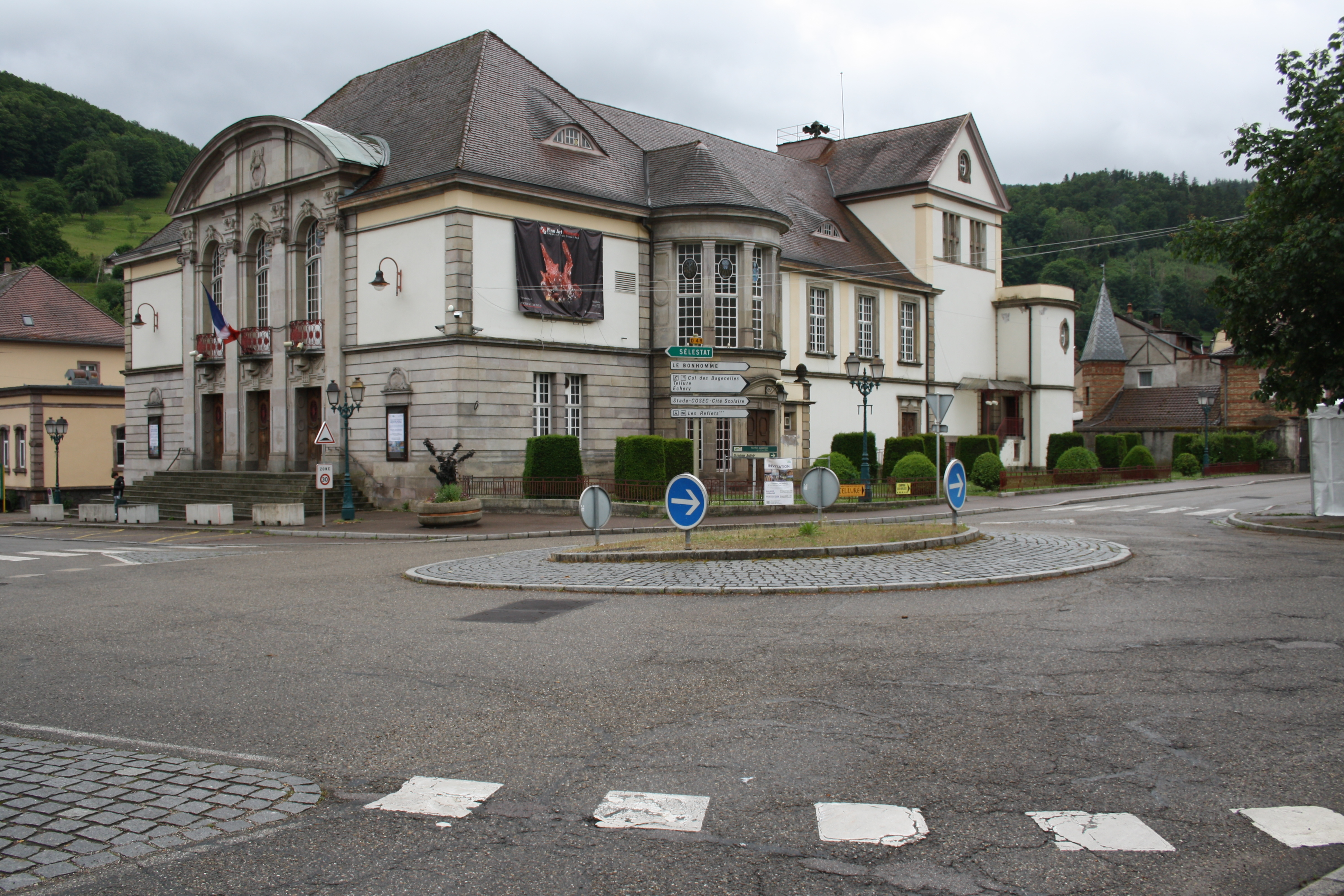
Theater

- Villa Burrus, ehemalige Fabrikantenvilla der Eigentümer von F. J. Burrus im Stil des Neobarock, erbaut 1903[13]

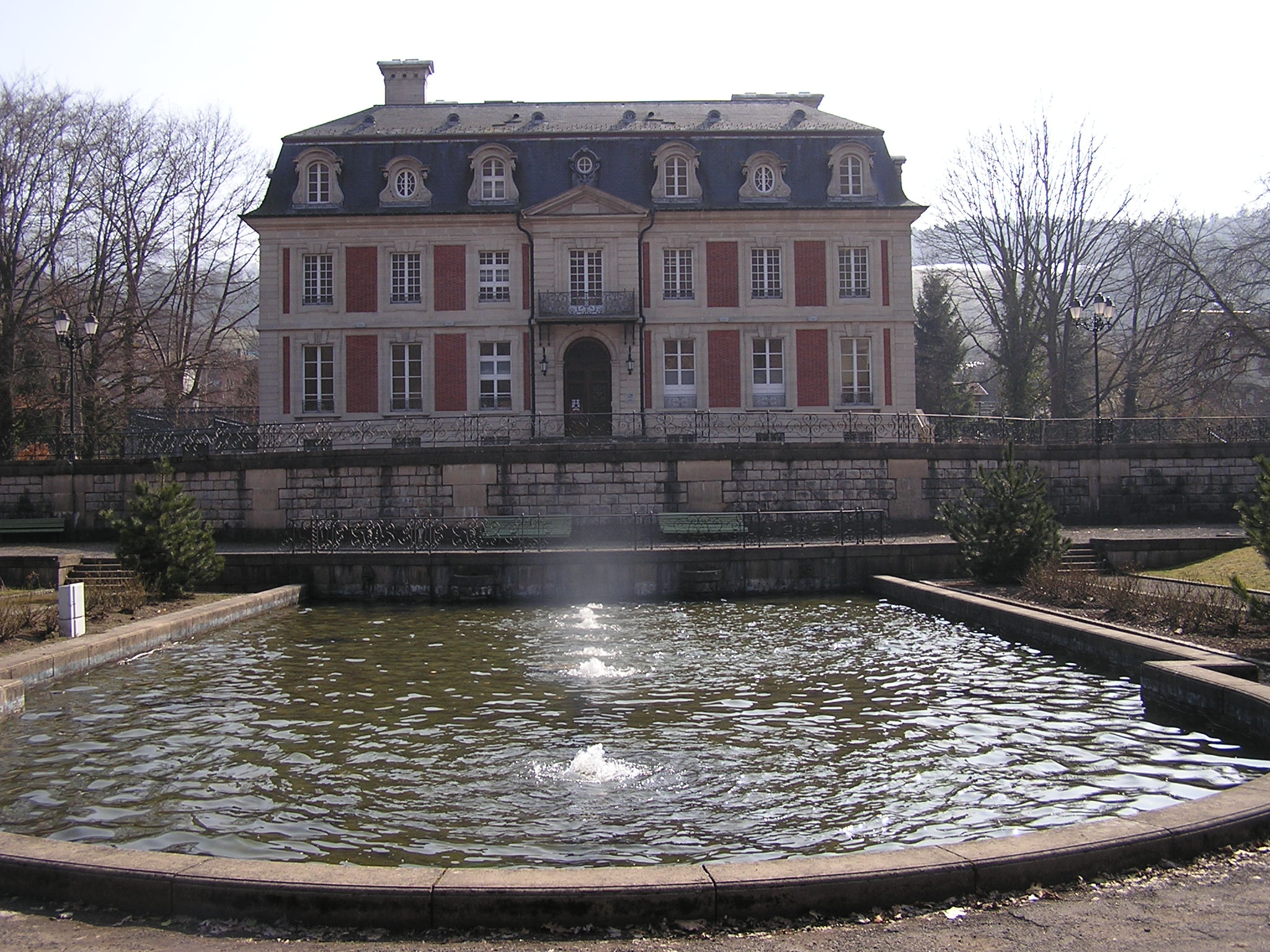
Villa Burrus

## Verkehrsanbindung

### Eisenbahn
1868 erhielt die Gemeinde mit der Bahnstrecke Sélestat–Sainte-Marie-aux-Mines Eisenbahnanschluss. Der 1868 in Betrieb genommene Bahnhof war ein Kopfbahnhof und der Endbahnhof der Strecke. Die Strecke wurde aus militärstrategischen Gründen 1929 bis 1931 nach Westen verlängert und an die Bahnstrecke Strasbourg–Saint-Dié angeschlossen. Bei den dafür erforderlichen Umbauten an der Strecke wurde der alte Bahnhof aufgegeben und ein neuer Durchgangsbahnhof an anderer Stelle errichtet. Auch entstand damals der 6874 m lange Sainte-Marie-aux-Mines-Eisenbahntunnel, der längste Eisenbahntunnel, der vollständig auf französischem Gebiet lag. Eröffnung von Strecke und Tunnel nahm der französische Staatspräsidenten Albert Lebrun am 8. August 1937 vor. Der Industrielle und Politiker Maurice Burrus ließ aus diesem Anlass einen Tunnel aus Schokolade anfertigen, den die anwesenden Kinder nach der Eröffnung „plündern“ durften.
Nachdem unter gewandelten politischen Verhältnissen nach dem Zweiten Weltkrieg der militär-strategische Wert der Strecke entfallen war und zunehmender Individualverkehr das sowieso schon schwache Aufkommen an Reisenden weiter sinken ließ, wurde der Eisenbahnverkehr im Abschnitt zwischen Sainte-Marie-aux-Mines und Lesseux-Frapelle zum 2. Juni 1973 aufgegeben. Der Scheiteltunnel wurde – zunächst zeitlich begrenzt – in einen Straßentunnel umgebaut (siehe Abschnitt „Straße“). 1980 wurde der Personenverkehr Richtung Sélestat aufgegeben, 1990 dann auch der Güterverkehr, und 1996/97 wurde die Strecke stillgelegt.

### Straße
Über den sieben Kilometer entfernten Pass Col de Sainte-Marie (772 m) gelangt man auf der Route nationale 59 über den Vogesenkamm in das benachbarte Saint-Dié-des-Vosges in Lothringen. Das Tal aufwärts führt zum Col des Bagenelles (903 m), über den man zum Col du Bonhomme (949 m) gelangt – ebenfalls ein Übergang nach Lothringen – und zur Route des Crêtes. Nach Ribeauvillé über den 742 m hohen Col Haut de Ribeauvillé am Rande des Gebirges im Südosten sind es etwa 20 km, nach Sélestat in der Oberrheinebene etwa 23 km, Saint-Dié im Westen ist etwa 23 km entfernt.
Die Verbindung nach Saint-Dié ist auch durch den gebührenpflichtigen Maurice-Lemaire-Tunnel möglich. Der ursprüngliche Eisenbahntunnel, später umgebaut zu einem Straßentunnel, ist der längste vollständig auf französischem Gebiet liegende Straßentunnel. Nach Abschluss umfangreicher Baumaßnahmen, die hauptsächlich der Sicherheit dienten, wurde er zum 1. Oktober 2008 wieder geöffnet.

## Gemeindepartnerschaften
Mit Untergrombach, einem Teilort der 200 Kilometer entfernten Stadt Bruchsal, ist Sainte-Marie-aux-Mines seit 1989 partnerschaftlich verbunden. Die Partnerschaft mit der slowenischen Gemeinde Tržič besteht seit 1966.

## Persönlichkeiten

### Söhne und Töchter der Stadt
- Andreas Staub (1806–1839), französischer Maler
- Karl Lindemann-Frommel (1819–1891), deutscher Landschaftsmaler und Lithograph
- Jean Mieg-Koechlin (1819–1904), Industrieller und Politiker
- Émile Gsell (1838–1879), französischer Fotograf und Forschungsreisender in Vietnam und Kambodscha
- Robert Bourgeois (1857–1945), französischer General, Politiker und Geograph
- Jules Drach (1871–1949), französischer Mathematiker
- Friedrich Adolf Katz (1893–1956), Bankdirektor und Politiker
- Ulrich Johanßen (1906–2002), deutscher Bibliothekar
- Hans Wilhelm Hagen (1907–1969), deutscher Journalist und Kulturfunktionär der NSDAP

### Mit der Stadt verbunden
- Jakob Ammann (1644–vor 1730), Schweizer Mennonitenprediger und Gründer der Amischen, lebte von 1695 bis 1712 in Sainte-Marie-aux-Mines.
- Laure Diebold (1915–1965), französische Widerstandskämpferin der Résistance, verbrachte einen Teil ihrer Kindheit in Sainte-Marie-aux-Mines.
- Eddie Slovik (1920–1945) war der einzige US-amerikanische Soldat im Zweiten Weltkrieg, den die US Army wegen Fahnenflucht hinrichtete. Er starb am 31. Januar 1945 durch Erschießen in der Nähe von Sainte-Marie-aux-Mines.